# Канембу
Хората Канембу са етническа група, населяваща териториите на Чад. Считат се за съвременни потомци на Канемско-борнуанското царство. Установената им обща численост е 655 000 души, заемаща главно части от административния регион Лак и също част от Шари-Багирми и Канем. Говорят на местния език Канембу, диалект на Канури, но много владеят и арабски като втори език. В езиково и културно отношение често се причисляват към огромния четиримилионен етнос на Канурите, въпреки уникалните им традиции, диалект и история.

## История
В края на 12 век Канембу се местят в днешния регион Канем. Постепенно се установяват и основават столица Нджими. В същото време продължават военна експанзия, основавайки Канемската империя (по-късно Канемско-борнуанското царство). Връхната точка в историята на младото царство идва с управлението на Май (цар) Дунама Дабалеми от династията Сайфава в годините около 1221-1259. Той става първият Канембу приел исляма, обявява джихад срещу близките племена и поставя началото на продължителен период завоевания. След затвърдяване на териториите около езеро Чад Канембу се устремяват на север към Фезан и на запад към земите на народа Хауса.
Към края на 14 век, обаче, вътрешни разделения и безредици довеждат до тежко отслабване на Канемската империя. Това принуждава династията Сайфава да се пресели в Борно, на западния бряг на езеро Чад. Вследствие на смесените бракове между канемците и местните хора се образува новата етническа група - Канурите. Канембу остават тясно свързани с Канури.